# リメンバー・ミー (2010年の映画)
『リメンバー・ミー』(Remember Me) は、2010年のアメリカ合衆国の恋愛映画。監督はアレン・コールター、出演はロバート・パティンソンとエミリー・デ・レイヴィンなど。主演のパティンソンが製作総指揮を兼ねている。
ニューヨークを舞台に、喪失感を抱えた若者の再生を描いた青春映画。

## キャスト
タイラー・ホーキンス
演 - ロバート・パティンソン、日本語吹替 - 櫻井孝宏
大学の聴講生。本屋でバイトをしている。6年前に兄のマイケルを失っており、チャールズとの間に確執がある。もうじき兄が自殺した年齢でもある22歳を迎えようとしている。アリーが自分を逮捕したクレイグ警部の娘だと知り、近づいていく。
アリー・クレイグ
演 - エミリー・デ・レイヴィン、日本語吹替 - 白石涼子
タイラーと同じ大学の学生。好きなモノは最初に食べ、地下鉄には乗らないようにしている。
ニール・クレイグ警部
演 - クリス・クーパー、日本語吹替 - 加藤亮夫
アリーの父親。警察官。アリーに対して過保護気味に接している。ある夜、喧嘩をしている集団と、それを止めに入ったタイラーを逮捕する。
ダイアン・ハーシュ
演 - レナ・オリン、日本語吹替 - ニケライ・ファラナーゼ
タイラーとキャロラインの母親。チャールズと離婚後、別の男性（レス）と再婚している。
チャールズ・ホーキンス
演 - ピアース・ブロスナン、日本語吹替 - 横島亘
タイラーとキャロラインの父親。エリート弁護士。
エイダン・ホール
演 - テイト・エリントン、日本語吹替 - 千々和竜策
タイラーのルームメイトで親友。同じ大学の学生。アリーが自分たちを逮捕した刑事の娘であることをタイラーに教える。
キャロライン・ホーキンス
演 - ルビー・ジェリンズ、日本語吹替 - 矢島晶子
タイラーの妹。11歳。絵が得意でニューヨーク大の芸術講座に推薦されるほどの才能があるが、周りの同級生とは馴染めず、いじめられている。
ヘレン・クレイグ
演 - マーサ・プリンプトン
アリーの母親。10年前に地下鉄で強盗に遭い、幼いアリーの目の前で殺された。
レス・ハーシュ
演 - グレゴリー・ジュバラ、日本語吹替 - 綿貫竜之介
ダイアンの再婚相手。
ジャニン
演 - ケイト・バートン、日本語吹替 - 田村千恵
チャールズの秘書。
サマンサ
演 - ペイトン・リスト

## 批評
Rotten Tomatoesによると、127個のレビューのうち28%が本作に肯定的な評価を下し、評価の平均は4.3/10であると報告している。これを29人の高名な批評家によるレビューに限定すると、肯定的なのは24%で、評価の平均は4.7/10となる。同サイトは批評家の総意を「『リメンバー・ミー』はその誘導は好ましいものの、過剰に感傷的な脚本と不愉快ぎりぎりのどんでん返しに苦しんでいる」としている。Metacriticは29個のレビューに基づき、評価の加重平均値を40/100としている。
『エンターテインメント・ウィークリー』のリサ・シュワルツバウムは「D+」の評価を下し、本作を「魅力的な人々にばかげた災難を降りかけるという不謹慎な仕掛け」だとしたほか、パティンソンの演技や脚本を批判した。このほかにも多くの批評家がワールドトレードセンターで起きたアメリカ同時多発テロ事件の映画への利用を不謹慎かつ搾取的だとして批判している。その一方で『ハリウッド・リポーター』のカーク・ハニーコットや『シカゴ・サンタイムズ』のロジャー・イーバートは映画を高く評価した。